# 25124 Zahramaarouf
25124 Zahramaarouf este un asteroid din centura principală de asteroizi.

## Descriere
25124 Zahramaarouf este un asteroid din centura principală de asteroizi. A fost descoperit pe 14 septembrie 1998 la Socorro, New Mexico, în cadrul proiectului LINEAR. Asteroidul prezintă o orbită caracterizată de o semiaxă mare de 2,80 ua, o excentricitate de 0,11 și o înclinație de 4,5° în raport cu ecliptica.